# Cryptophagus vseteckai
Cryptophagus vseteckai là một loài bọ cánh cứng trong họ Cryptophagidae. Loài này được Reska miêu tả khoa học năm 1977.